# Gavott

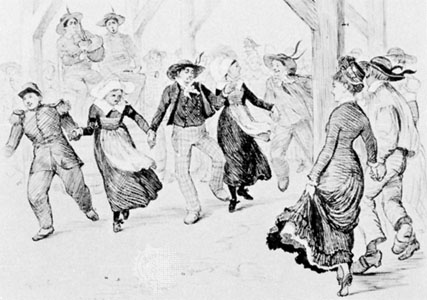
Gavott i Bretagne 1878

Gavott, (fr. gavotte) är en graciös fransk dans, ursprungligen en branle-liknande folkdans från Gap i Dauphiné som så småningom förvandlades till salongsdans. Den beskrivs som salongsdans första gången 1588. Gavotten var populär på 1600- och 1700-talen då den också framfördes på operan och i baletter. Den fick sin slutliga form vid Ludvig XVI:s hov under slutet av 1700-talet, där den introducerades av Gaétan Vestris och delvis undanträngde menuetten som modedans. Gavott går i 2/2- eller 2/4-takt.
Även en klocka kan sägas spela en gavott. ” Som ett svar på bronsklockans gavott …” 